# Megapodius pritchardii
La talégala polinésica o talégalo de las Tonga (Megapodius pritchardii) es una especie de ave galliforme de la familia Megapodiidae. Es endémica del archipiélago de Tonga y se encuentra en peligro debido a la presión humana y la introducción de especies exóticas.

## Distribución y hábitat
Históricamente, esta especie estaba ampliamente distribuida en Tonga, Samoa y Niue. Sin embargo, hoy su rango se ha reducido drásticamente, encontrándose principalmente en la isla volcánica de Niua foʻou y en poblaciones introducidas en Fonualei mediante translocaciones exitosas.
Su hábitat natural son las selvas húmedas tropicales, especialmente áreas volcánicas activas donde utiliza suelos cálidos para incubar sus huevos. En ausencia de actividad volcánica, los huevos son enterrados en montículos de vegetación en descomposición.

## Biología
A diferencia de la mayoría de las aves, no incuban directamente sus huevos. Los huevos se entierran en arena volcánica o maderas en descomposición, donde el calor natural los desarrolla. Los polluelos son independientes desde el momento en que eclosionan, capaces de volar inmediatamente.

## Conservación
El talégalo de las Tonga está clasificado como Vulnerable según la Lista Roja de la UICN. Aunque la población se ha estabilizado en parte gracias a esfuerzos de conservación, como la protección de sitios de anidación y programas de translocación, todavía enfrenta amenazas graves como la caza, la recolección de huevos, la depredación por mamíferos introducidos y posibles erupciones volcánicas.